# 2013年5月澳門暴雨
2013年5月澳門暴雨是指澳門於2013年5月內出現惡劣天氣，其中5月8日和5月22日為特大暴雨的惡劣天氣。在5月8日晚上的特大暴雨天氣下，澳門各區均出現嚴重內澇的情況；5月21日上午更出現強對流天氣，澳門以東海域更一度出現水龍捲情況；5月22日凌晨至上午，澳門出現31年一遇的特大暴雨，地球物理暨氣象局發出歷來時間最長的暴雨警告信號（此紀錄於2020年5月30日被打破），澳門市面出現嚴重災情包括嚴重水浸、通訊中斷等情況，鄰近的廣東省珠海市及香港特別行政區均受該場暴雨影響，市面也出現嚴重水浸或山泥傾瀉的情況；而5月25日的暴雨警告信號發出時間曾引起了社會上極大爭議。

## 背景及成因
2013年5月，中國南方多地（包括港澳地區）均受暴雨或特大暴雨襲擊，據廣州五羊天象館分析表示，南方暴雨成因主要與太陽黑子有關，太阳黑子数量多寡及其周期长短的变化与地球冷暖旱涝具有相关性，在黑子數量增加下地球可能出現溫度上升，當黑及數量減少或長時間無太陽黑子，地球將出現降溫甚至出现“小冰期；中国科学院国家天文台在2013年5月17日观察到太阳黑子相对数达到208，在風雲氣象衛星監測中探測到太陽爆發了一次X3.2级耀斑，另根據中国气象局空间天气监测预警中心的预报，第24个太阳峰年将会在2013年下半年开始发生，届时有可能发生较大级别的太阳耀斑；由於2013年是正值太陽黑子的高值期，夏季西太平洋副热带高压位置偏南，中国夏季主要雨带也偏南。
2013年5月15日，中國南方地區出現最強降雨天氣，江南华南大部地区都被暴雨控制。其中，湖南、江西、广西和广东四省雨势最为猛烈，广东清远和韶关局地24小时降雨量达到200-329毫米。
據香港天文台及澳門地球物理暨氣象局兩者分析，均認為2013年5月中國華南地區沿岸持續受低壓槽及活躍西南氣流影響，為該地區帶來的持續有雨天氣影響，其中香港在5月22日更發出2010年7月以來首個黑色暴雨警告信號，澳門更發出歷來時間最長的暴雨警告信號（2004年舊制）。澳門氣象局在分析的方面，認為5月22日出現的特大暴雨成因，主要是南海季風爆發暖濕的西南氣流越過中印半島和南中國海後到達華南沿岸與由中國內陸南移之低壓槽相滙形成的一度廣寬雲帶，影響範圍廣泛，導致鄰近的香港與廣東省珠海市也出現不同程度的暴雨。

## 天氣預警
- 2013年5月8日

當天整日天色陰暗，至下午4時開始有雨，澳門氣象局先於下午4時18分發出雷暴警告信號，隨後雨勢於黃昏前後不斷增強和加劇，澳門氣象局於晚上7時發出暴雨警告信號，部分監測站點曾錄得每分鐘三毫米雨量，雨勢最大集中在晚上7時至9時，當中氣象局兩小時內錄得最高140毫米雨量；隨著雷雨帶遠離，氣象局於晚上8時45分取消暴雨警告信號，雷暴警告信號亦於晚上9時30分取消。氣象局氣象監測中心主任陳政豪指出，5月8日的特大暴雨期間，雨水集中在1至2小時內，造成全澳平均降雨量介乎在50毫米至90毫米，屬於強降雨事件；而在發出暴雨警告信號前約半小時，當局向有登記水浸短訊提示服務的居民發出降雨量20毫米戒備信號，提醒居民注意，氣象局認為已經適時向公眾發放氣象訊息。
- 2013年5月21日至22日

21日上午，澳門出現強對流天氣，氣象局於上午10時15分至下午1時一度發出雷暴警告信號；受到“西北石湖”吹襲，短短十分鐘風雲突變，黑雲密佈，閃電行雷，隨後狂風暴雨，雨勢有時頗大，伴隨強烈陣風，氣象局錄得超過10毫米雨量紀錄，林茂塘、青洲一帶出現輕微水浸，曾錄得超過時速100公里最大風力。有松山行山人士稱見到外港海面出現水龍捲，持續約30秒。 22日凌晨起出現暴雨連場，雨勢強勁，澳門氣象局先於凌晨0時25分發出雷暴警告信號，0時38分發出20毫米雨量戒備訊號，0時55分更發出該年5月第二個暴雨警告信號，暴雨信號為歷年來時間最長達9小時5分鐘，到22日上午10時才取消，錄得的累計雨量逾300毫米。

## 紀錄

### 氣象紀錄
- 2013年5月8日特大暴雨期間，澳門氣象局兩小時內錄得最高140毫米雨量[1][7]
- 2013年5月22日特大暴雨期間，澳門氣象局累計最高雨量為323毫米，為1952年紀錄以來第4高的雨量，1982年以來雨量最高的一次[6]

### 信號紀錄
- 2013年5月22日特大暴雨為總生效時數最長的暴雨警告信號，累計9小時5分鐘（此紀錄於2020年5月30日被打破）

## 受災情況

### 2013年5月8日
5月8日下午至晚上的暴雨天氣期間，由於正值下班及放學晚高峰時段，眾多市民及遊客未有帶雨具者，都只能在街道上的騎樓底或店舖內避雨，就算有帶雨具，亦因雨勢甚大的關係，亦被雨水淋濕，狠狽不堪。暴雨警告信號生效期間，多處地方如同澤國，澳門半島包括內港、新馬路、關閘、新橋以及高士德等均出現不同程度的水浸，部分地區出現汽車“死火”導致交通阻塞；氹仔方面，盧廉若馬路近近美景油站山坡，發生山坭傾瀉，大量石塊跌落路面，需消防派員到場處理，警方亦派交通警員在現場指揮行車；氹仔馬場、氹仔運動場出現嚴重水浸，被指與柯維納馬路交通樞紐有關，積水在暴雨過後仍未退去；氹仔高勵雅馬路與雞頸馬路交界處發生樹木倒塌。

### 2013年5月21日
5月21日上午10時許，澳門突然出現風雨交加天氣，來勢洶洶，風力強勁，雨勢頗大，各區多處出現樹木倒塌、水浸、棚架招牌搖搖欲墜、高空墮物、晨運客被困松山等。其中澳門消防局共收到十宗塌樹報告，至少有兩宗壓毀車輛，分佈在澳門半島及氹仔多處，城市日大馬路有地盤棚架出現搖搖欲墜險情，關閘廣場行車隧道一度出現水浸。
9名男女晨運客在東望洋山突然遇上強對流天氣，期間有人聲稱看見樹枝疑被龍捲風捲上半空，慌忙逃至纜車站附近涼亭躲避，有人報警求救，消防員安排巴士將9人送落山腳，全部無受傷並自行離去。事發在21日上午約11時，澳門出現強對流天氣期間，消防接報松山纜車上站附近被困，消防即派員救援。另有當時曾到松山行山的人士表示，早前該九名人士遇暴風雨期間，目擊懷疑有龍捲風出現，將附近一棵如燈柱高的大枝捲上半空，該龍捲風維持約有半分鐘，現場環境十分惡劣恐怖。各人驚恐躲避，他更協助當中恐慌痛哭的婦人逃走。最後，各人於惶恐中逃至涼亭暫避，遂報警求救。

### 2013年5月22日
5月22日凌晨，澳門暴雨連場，多處出現嚴重水浸或山泥傾瀉，電訊受影響，陸上交通癱瘓，眾多店舖變水塘，車輛沒頂，不少市民損失慘重，另導致六人受傷。凌晨4時許，除塔石廣場地下行車隧道外，所有行車隧道都受災，連松山隧道亦難免，尤其是關閘廣場、羅理基博士大馬路行車隧道、亞馬喇前地，導致不少車輛「沒頂」。氹仔方面，北安大馬路往友誼大橋路段、雞頸馬路、天文台斜路、氹仔柯維納馬路和賽馬會前地都因水浸要封閉，正進行下水道工程的高士德大馬路也不能倖沒。
治安警察局公佈，5月22日凌晨暴雨期間收到多宗水浸和山泥傾瀉報告。其中澳門半島36宗，包括提督馬路、殷皇子馬路、關閘、美副將大馬路、巴波沙大馬路、啤利喇街，新馬路、水坑尾和筷子基等。離島9宗，包括卓家村、仔柯維納馬路、廣東大馬路、成都街、地堡街、石排灣。山泥傾澳門3宗，包括蓮峰街、西望洋馬路和海邊馬路，其中海邊馬路的事故造成2部車損毀，無人受傷。氹仔發生6宗山泥傾瀉報告，包括發生在雞頸馬路、亞利鴉架圓型地、路氹城、氹仔美副將馬路、史伯泰海軍將軍馬路。澳門海邊馬路一宗塌樹。澳門消防局至22日上午10時共接獲105宗求助個案，其中火警2宗、塌山泥2宗、塌樹2宗、清除墮下物4宗、水浸50宗、其他服務14宗，另有一般救護26宗，交通意外救護5宗。交通事務局通報關閘總站及氹仔南新花園出現嚴重水浸，部分巴士服務受影響，當局安排以該站發車的巴士路線開往鄰近的“看台街”或“看台街／騎士馬路”站發車；教育暨青年局宣佈所有非高等教育階段上午停課。
“5‧22特大暴雨”期間，通訊網絡嚴重受阻，澳門電訊儲存伺服器自上午3時30分起出現故障，導致部分政府部門網站、預付卡177x查詢/增值服務、電郵服務、企業短訊，以及流動網（mobiweb）服務受影響，經搶修後於當天上午8時10分起陸續恢復正常。網絡故障期間，影響包括氣象局在內的部分政府網站無法瀏覽，傳媒也因電訊網絡故障而未能接收警方和消防的災情事故訊息，未能及時採訪。另外，電子傳媒本應在災害發生時讓市民了解最新情況發揮重要作用，但澳廣視旗下的電視或電台被指訊息發佈緩慢，導致有學生未知停課而冒雨出門上學。網路故障導致政府部門網站無法進入，用戶未能登入瀏覽，因而澳門電台的定時暴雨消息發佈也受影響，未能向聽眾發佈最新暴雨情況，市民從而未能掌握最新暴雨訊息。

## 反應及影響（5‧8特大暴雨）

### 運輸工務範疇
時任運輸工務司司長劉仕堯於5月9日緊急召集轄下與民生及大型工程有密切關係的相關部門進行會議，指示各部門妥善做好後續跟進工作，探究是次離島多處出現較以前嚴重的水浸原因及在氹仔低窪處增設監測站的可行性，並指示部門即時啟動巡查各大型地盤及相關設施，檢討及完善相關之應急措施及通報機制，做好預警預報，應對颱風季節的到來，防患未燃。運輸基建辦公室已即時啟動應急機制，要求承建及監理單位即時採取措施疏導積水。 

#### 土地工務運輸局
5月9日，土地工務運輸局表示高度重視暴雨情況並即時啟動緊急應變機制，緊密跟進因暴雨而產生的狀況，尤為關注到傳統水浸地點的情況。當中，局方迅即派員到居民較關注的高士德大馬路以及處於低窪地區的氹仔柯維納馬路現場了解水浸情況。對於氹仔輕軌工程連同周邊馬路下水道重整工程同時進行，工務局亦同時派員到現場了解實況，並於現場要求承建商因應暴雨再立即增加抽水泵加快抽水。 至於斜坡安全方面，局方於5月8日共收到三宗輕微的山泥傾瀉報告，於5月10日完成清理工作，並會跟進續後的維修和加固工作；局方同時收到一宗有關兩層高舊樓的屋頂構件及外牆批盪剝落的報告，並已立即派員到現場跟進事件，沒人受傷。

#### 運輸基建辦公室
5月8日晚上特大暴雨後，運輸基建辦公室堅稱，不排除柯維納馬路交通樞紐相關地段工程有「少量沙石」入渠，又淡化指這非單一原因，唯另一部門民政總署斷言該處主渠已淤塞，與現場大型工程脫不了關係，更篤爆相關承建商有非法排污之前科。政府跨部門於同年5月8日與氹仔社團代表座談，說明各部門相關應對工作。而原定一同巡視氹仔水浸監測站則受天雨影響取消。稍後時間發言的運建辦副主任李安德指，近年氹仔都市化發展較快，對排水網造成一些壓力和影響，早於2009年該辦的輕軌顧問公司就已分析過，柯維納區的排水網「可能好快會接近一個飽和的狀況」，所以便有了現時該處建交通樞紐前先做新的地下排水網。而在2012年9月，當時民政總署發現交通樞紐地盤有不正常排污，將未處理的黃泥水排入公共渠網，故當時已開出罰單予承建商。至於「少量沙石」之說，麥儉明不諱言這實在塞不了逾一米寬的主渠，但相關通渠責任不在民署，而運建辦其後發出新聞稿，稱該辦重視各地盤的工地環境管理，未來亦會繼續加強監督承建單位切實執行各項工地環境管理措施，並會對任何違規行為絕不姑息。

#### 地球物理暨氣象局
5月10日，時任地球物理暨氣象局局長馮瑞權在座談會上總結8日晚間特大暴雨特點及各自動氣象站收集到的數據分析，指出現時監察網絡主要集中在澳門半島，對如內港、新橋區等暴雨和風暴潮引起水浸，都已形成良好的監察系統。局方決定加強路氹間的監察，重新布置那裡的水浸監測點，但現時連規劃也還未有，加多少個站點都未定，故無法有時間表，但會盡力盡快去做。

#### 交通事務局
交通事務局表示，暴雨襲澳期間即時啟動水浸應對機制，要求各個公共停車場管理公司全面檢視停車場情況，做好防禦措施。與此同時，該局轄下的交通控制及訊息中心亦即時與警方進一步溝通，透過道路監察視頻系統及交通廳提供資料，適時向外發佈最新的交通訊息。

### 社會團體
5月9日，澳門三十行動聯盟到澳門特別行政區政府總部遞信，認為政府必須徹查這場豪雨水浸的原因當中是否涉及「人禍」，若證實有官員失職定要問責，做一個負責任政府該做的事。信封面就寫著：「水浸缺報罪疑輕軌！徹查事件官員問責！」，並展示沒一併遞交的惡搞圖，載有「水淹七軍，情況一般；早已料到，滿意預報」、「氹仔水浸？關我軌事咩？」不滿字句，並揶揄時任澳門氣象局局長馮瑞權為「特區正苦御用氣象軍師風水權」。

### 澳門立法會議員
5月8日晚上特大暴雨引起多名澳門立法會議員關注，其中時任直選議員陳偉智指該場暴雨讓氹仔市中心區如同澤國，明顯與排水道未能有效發揮疏導作用有關，並提出書面質詢特區政府會否深入調查氹仔區出現的不正常水浸情況，以確保在輕軌工程期間不會再出現類似情況，並要求交代會否全面改善內港和低窪地區的地下排水系統，加強疏導能力；直選議員何潤生書面質詢當局檢視近年舊區水患治理工程成效，並向公眾交代出現大範圍水浸原因；直選議員梁安琪敦促當局檢討機制，儘早發佈惡劣天氣的預警訊息，讓市民及商舖提早作好準備，亦希望當局加快相關地區泵房工程的興建，做好雨水排放渠道的日常檢查工作。

### 政府跨部門工作會議（2013年5月中下旬）
2013年5月中下旬，政府跨部門召開會議跟進暴雨天氣的應對工作，其中，地球物理暨氣象局將盡快重新規劃現有的監測網站，在路氹低窪地區增設更多水位監測站，並盡快確定相關位置。土地工務運輸局亦將持續優化本澳下水道整治，加快新渠網的建設工作。而運輸基建辦公室與民政總署連日來則加緊查察氹仔柯維納馬路的沙井、集水口以及主渠及工程配套渠網的排放情況。

## 反應及影響（5‧22特大暴雨）

### 政府跨部門工作會議（2013年5月22日）
5月22日凌晨澳門暴雨連場，是連續兩星期出現特大暴雨天氣，其造成災害比5月8日更為明顯，政府跨部門舉行會議商討災後檢討工作。其中時任運輸工務司司長劉仕堯表示，5月22日凌晨的特大暴雨天氣的強勁，影響範圍廣，指示各部門必須認真處理，動用資源全力盡快恢復社會正常秩序，並提高透明度，盡快向外界公佈相關情況。另指出暴雨雖然未能百份百準確預測，但透過科技手段及訊息通報，仍可以減低影響，因此，氣象部門與電信部門必須緊密商討，設法保證監察數據及預報訊息有效傳達，並要盡快落實。另一方面，現有的通報及應變機制如常運作，但他指示各部門必須提高危機意識與應變思維，檢視現有的機制及對應措施，尤其是與居民息息相關的公共設施及大型地盤，必須隨著形勢變化作出優化完善，並做好預警預報，快速應變，應對颱風季節的到來，防患未燃。 劉仕堯指示各部門必須提高透明度，盡快向外公佈相關情況；政府會動用資源全力盡快回復正常的社會運作，並協調各部門的善後工作，爭取時間，減少對居民的影響。長遠來說，需要因應未來城市發展而部署整體渠網的擴容規劃
時任運輸工務司司長劉仕堯另表示，5月8日出現特大暴雨天氣後，政府跨部門已檢討暴雨應急機制，在22日凌晨出現暴雨天氣後，政府馬上啟動相關機制，務求把暴雨帶來的不便和損毁減至最低；他指出，政府會動用一切資源，盡快恢復受水浸影響的公眾服務及修理損毁的設施，讓社會回復秩序。另指出22日凌晨的特大暴雨比8日的特大暴雨的降雨量起碼強一倍以上，政府事後必定會再度檢討水浸問題，另將再次檢討現有應急機制，適當時間會作出公佈。短期內將會清理渠網及更換其他渠道，亦會檢討地下水管排水能力是否足夠。

### 交通事務局
由於關閘總站受5月22日凌晨的特大暴雨出現嚴重水浸，須即時封閉並進行全面的抽水工作。鑑於巴士無法進入，為免影響市民大眾正常出行，交通事務局自當天首班車起，已即時在該總站附近設置臨時站，供乘客候車，惟候車人流過多；當局隨後將部分巴士路線調整至關閘總站附近的巴士站包括“看台街／騎士馬路”或“看台街”站發車，兩條巴士路線均臨時取消停靠關閘總站，並安排管理公司及巴士公司人員駐守相關出入口和巴士站指導乘客臨時乘車。部分地下公共停車場暴雨期間出現不同程度水浸，管理公司隨即採取措施，包括啟用抽水泵、堆放沙包，並局部停用部份樓層之停車位及通知車主將車輛撤離停車場等，盡量減低水浸影響。其後各停車場陸續退水，工作人員加緊進行清理工作，以盡快恢復停車場的正常運作。

### 地球物理暨氣象局
地球物理暨氣象局表示，發出暴雨警告後，隨即啟動通報機制，通知政府相關部門，以便各自進行對應工作。同時，氣象局一如以往通知已作登記的商戶及機構。因應5月22日特大暴雨天氣將不斷檢討，優化通報機制及發放訊息的渠道，未來將強化科技手段，包括手機應用程式、互聯網途徑等，並擴大傳輸量，進一步優化暴雨信息的發佈能力。

### 土地工務運輸局
5月22日凌晨特大暴雨期間，土地工務運輸局即時啟動緊急應變機制，隨即派員了解及緊密跟進因暴雨而產生的狀況，局方於凌晨2時許左右已派員到居民關注的高士德大馬路、新橋區及處於低窪地區的氹仔柯維納馬路現場了解水浸情況。至於山泥傾瀉方面，當局共接獲多宗報告，分別位於松山海邊馬路、氹仔雞頸馬路、西望洋及路環九澳新監獄工程等地方。其中松山海邊馬路及氹仔雞頸馬路較嚴重，已封閉交通加緊清理山泥，至新監獄山坡方面，亦封閉了一條行車道處理有關山泥。

### 運輸基建辦公室
針對柯維納馬路一帶於5月8日特大暴雨期間出現嚴重水浸，運輸基建辦公室因應5月22日凌晨的特大暴雨天氣，即時啟動緊急應變機制，於氹仔柯維納馬路輕軌工地周邊加設抽排水設備，協助疏導積水。又從主渠及工程配套渠網的開口檢視排放情況，雖見渠內水流急速，惟由於雨勢龐大且持續時間長，積水未能及時減退；運建辦即時指示工地人員啟用預先準備好的多台抽水泵，協助清理積水，至22日上午雨勢稍為緩和後，路面積水亦逐步退卻。

### 民政總署
民署在5月22日凌晨0時40分左右收到地球物理暨氣象局發出20毫米暴雨戒備訊號後，隨即啟動緊急應變小組，在全澳各區開展巡查和疏通渠道工作，特別重點關注水浸地區渠道的排水情況，一旦發現有垃圾被沖至去水井或集水井口會即時清理，以保持排水暢通；同時，亦重置了部份街道上鬆脫的渠蓋，確保安全；緊急應變小組人員又前往多個雨水泵房巡視，確保各泵房運作正常。 

## 反應及影響（5‧25暴雨天氣）
針對5月第三度內出現暴雨天氣，運輸工務範疇各部門做好各項措施作出應對。土地工務運輸局已準備好應急預案，密切留意天雨的最新變化而即時啟動緊急處理機制，務求將暴雨帶來的影響降至最低，局方人員已立即到多個地點視察下水道的排水情況，並根據現場實況採取應對措施加快疏導雨水；另對22日因特大暴雨天氣發生山泥傾瀉的松山海邊馬路和氹仔雞頸馬路之斜坡，在先前已進行緊急加固之工作，並將於暴雨過後展開加固工程。運輸基建辦公室於5月25日上午暴雨期間即時啟動緊急應變機制，工作人員迅速前往工地了解及跟進暴雨期間的處理工作，並於出現水浸的位置啟動抽水設備協助排走積水，設於柯維納馬路工地周邊的六台抽水泵也隨即開動協助排走積水，然而雨勢既急且大，柯維納馬路一帶低漥位置出現水浸；水浸情況由早上近9時開始，隨後大雨稍緩，至早上11時30分路面積水基本退卻。另一方面，在暴雨期間，辦公室人員亦視察其餘各工程段及周邊道路的狀況，工程沿線其他地方在暴雨期間並未出現大範圍積水。
民署於5月25日上午8時18分接氣象局通知發出暴雨警告信號後，隨即啟動緊急應變小組，在全澳各區開展巡查和疏通渠道工作。緊急應變小組巡查多個水浸黑點，清理被雨水沖至去水井或集水井口的垃圾，以保持排水暢通。交通事務局在5月25日上午暴雨警告信號發出後，即時到多個受水浸影響的巴士總站或地下公共停車場做好防水浸措施，部分地下行車道或其他道路因受水浸影響一度封閉，部分巴士路線因部分道路水浸須臨時改道，直至中午時份恢復原線行駛，受水浸影響的道路亦全面解封。

## 鄰近地區情況

### 閩粵桂地區
2013年5月，廣東多個地區遭受特大暴雨袭击，引发部分地区出現災情，北江支流出現洪水，境內多個河流水位超出警戒线，廣東省防總更啟動气象灾害（暴雨）Ⅲ级应急响应。截至5月16日20時，全省包括多座城市如廣州市、清遠市、雲浮市及河源市累計超過65萬人受災，18人死亡及15人失蹤；另據國家防災減災救災委員會辦公室統計，截至5月17日20時，南方暴雨天氣共造成福建省及廣東省等10個省份累計55人死亡、14人失蹤。廣西同樣受暴雨襲擊，其中桂林市部分縣出現特大暴雨天氣。
2013年5月21日晚上至22日上午，毗鄰澳門的廣東省珠海市受到特大暴雨襲擊，珠海市氣象台於22日凌晨3時將暴雨預警信號升級至最高級的紅色，全市降雨量超過300毫米，全市幼儿园、中小学、大专院校停课，多區均出現嚴重水浸的情況。暴雨期間，香洲区梅华东路华南名宇小区内出现山体滑坡现象，多台车辆被埋，南洋埔村水浸达3米，1200名被困村民现已被成功转移。據珠海市氣象台數據，於22日0時至11時，珠海市区香洲区降雨量318.5毫米，金湾区223.5毫米，斗门区181.6毫米，部分小區或村落一度出現停電，珠海金灣機場有多架進港航班取消或備降至其他機場。

### 香港
2013年5月22日，香港受低壓槽和西南季風影響，暴雨連場，更發出2010年7月以來首個黑色暴雨警告信號，至當天中午廣泛地區錄得超過150毫米雨量，將軍澳、九龍東、港島北、屯門、東涌等地區更錄得超過200毫米雨量。香港天文台先於凌晨1時30分發出黃色暴雨警告信號，及後因雨勢加大於凌晨3時20分改發紅色暴雨警告信號，50分鐘後將暴雨警告信號升級至最高級的黑色信號，雨帶於上午時間逐步遠離，天文台於上午9時45分改發黃色暴雨警告信號，在45分鐘後即上午10時30分取消所有暴雨警告信號。
黑色暴雨警告信號生效期間，香港天文台共录得8570次闪电，當局共接获全港49宗水浸和22宗山泥倾泻报告，多區出現不同程度的災情。土木工程拓展署於秀茂坪安達臣道一個地盤，疑斜坡及護土牆排水系統不勝負荷坍塌，數百噸泥石急速瀉下利安道及順安道，將多條行車線掩埋，事故當中無人員傷亡，然而山泥使交通癱瘓，附近居民出入大受阻礙。連接香港與九龍的海底隧道一度水浸，部分車輛出現“死火”，全港學校當天上午停課，香港股市於當天上午暫停交易至下午才恢復。

## 災後檢討工作

### 行政長官回應
對於5月三場暴雨連場引發各區出現水浸問題，時任行政長官崔世安已指示運輸工務司和社會文化司，使其屬下部門完善應急機制、暴雨訊息發布機制，檢視路氹一帶的渠網容量荷載、加大擴容能力，以及完善暴雨警告信號下當局所採取的措施。崔世安表示特區政府將展開幾項工作，第一，批示運輸工務司司長統籌各部門，檢視路氹區在發展過程中尤其因居住人口和綜合項目大量增加，其下水道系統的容量荷載；另一方面研究在水浸嚴重的地點加大擴容能力，然而，政府將按輕重緩急有序鋪開相關工作；第二，特區政府將重新檢測暴雨期間實施一系列應急機制，指示部門必須顧及廣大居民的安全問題；第三，已批示運輸工務司司長，認真檢討和設法支持受水浸影響的部分中小企和商戶。 就暴雨期間學生上學問題，崔世安指出，經與社會文司司長討論後，認為須檢討第68/2010號批示，並批示教育暨青年局及地球物理暨氣象局共同研究預測、預警和發布機制。另強調氣象局發出暴雨警告的時間非常關鍵，基於居民安全理由及考慮到整個城市運作，政府期望日後在早上遇到暴雨天氣時，能於上午七時前透過傳媒及網絡向市民公布暴雨警告信號。

### 檢討及修改暴雨停課安排、相關批示及規定
2013年5月28日，時任社會文化司司長張裕示，政府會責無旁貸持續完善暴雨警告下的措施，短期內將修改第68/2010號社會文化司司長批示中有關學校在暴雨情況下所採取措施的條文。教育暨青年局將與地球物理暨氣象局緊密溝通，商討有效和快速的發布機制。在同日非高等教育委員會2013年第二次全體會議上，討論了學校在熱帶氣旋及暴雨情況下所採取的措施，其中教青局教育廳廳長介紹有關2010年生效的"學校在熱帶氣旋及暴雨情況下所採取的措施"當前的執行情況以及修改的建議。其中建議將暴雨信號在上午七時至九時發出或仍然生效，所有教育階段於上午停課，修改為上午六時半至八時半發出暴雨信號，幼兒教育、小學教育及特殊教育全日停課；中學教育上午停課下午照常上課，如暴雨信號在下午發出或仍然生效，則中學下午停課。
2013年12月1日，第246/2013號社會文化司司長批示核准的《學校在熱帶氣旋及暴雨情況下所採取的措施》正式生效，批示中主要有兩項改變：第一，停課訊息的發佈時間提前半小時，即在上午六時三十分及十一時三十分；第二，當有暴雨訊號或三號風球，幼兒、小學及特殊教育班級全日停課。此外，該批示亦要求學校須制定惡劣天氣下的應變措施，並加強與家長的聯繫，及時向學生作妥善安排。

### 跨部門多管齊下處理並解決暴雨水浸問題
2013年5月21日，輕軌離島社區聯絡小組舉行每月例會，就特大暴雨期間輕軌工地的應對及後續跟進工作進行討論及意見交流。運輸基建辦公室表示，暴雨期間工地安排了水泵及抽水機抽走積水，並嘗試打開渠蓋疏導積水；暴雨後，已即時指示輕軌氹仔段各施工單位全面檢查及清理工地內以及周邊的沙井及排水口，確保排水順暢；又要求施工單位於柯維納馬路主渠加駁一段臨時支渠，以提升現有下水道排放量。運建辦並向小組匯報了新渠網的建設情況，辦公室已經督促施工單位加緊開展建設工作，惟部份施工路段因涉及土地交付事宜未能開展，目前正與相關單位積極進行協商，務求及早完成交付，開展該部份渠網的建設工程。
2013年5月28日，運輸工務司範疇各代表出席離島社團座談會，聽取坊會對政府近期處理水浸的意見和建議。政府代表指將採取短中長期措施對本澳渠網進行優化和整治。短期而言，計劃在本澳多個地點加設潮汐及水位監測站，以及加快整項氹仔柯維納大馬路至東亞運大馬路下水道工程之興建進度等；中長期則會對近期發生的水浸為澳門下水道管網所帶來的影響作總結和分析，並對全澳下水道管網排放能力進行評估及予以完善。
2013年5月29日，時任運輸工務司司長劉仕堯表示，對於5月一個月內三次暴雨連場，據地球物理暨氣象局的記錄，三次暴雨當中有兩次均錄得超過一百毫米的雨量記錄，與過往降雨量超過一百毫米引致水浸的情況相若。惟其中5月25日的降雨量低於一百毫米卻出現水浸，雖然氣象局記錄顯示這天正值天文大潮，水位較高，但水浸現象亦反映了不正常情況，已要求氣象局分析各項數據查找原因。劉仕堯重申，政府高度重視水浸對市民的影響，現時已作出整體檢討，制定了具體的短中長期措施改善澳門的下水道管網。短期措施方面，政府將在澳門、氹仔和路環增設多個水位監測站，使建設部門掌握水浸程度，採取相應緊急應變機制，又會強化氣象局的暴雨預報發佈機制；同時，政府將於6月1日起加快建設柯維納馬路下水道的擴容工程，爭取半年內完工，改善該區排水能力；另一方面，民政總署將提升渠網和泵站的清潔和管理工作。中長期方面，政府除會對本月三次暴雨為下水道管網以至社會所帶來的影響進行總結和分析外，考慮到澳門、氹仔和路環的建設項目已基本完成規劃，部分亦正在建設，預計澳門整體的地形地貌會有較大改變，政府將聘請專業的顧問公司，就未來全澳下水道管網進行評估，開展擴容和分流工程，配合未來整個社會和經濟發展的需要，徹底地解決困擾市民的水浸問題。
2013年5月31日，時任行政法務司司長陳麗敏表示，特區政府非常重視5月連場暴雨引發水浸情況，民政總署責無旁貸，會全力配合運輸工務司司長劉仕堯統籌的跨部門小組，全力協助，同時，致力檢查渠道網絡的排水情況。 